# Autobianchi Y10
O  Y10  é um modelo compacto da Autobianchi.
Foi lançado no Salão do Automóvel de Genebra de 1985 para substituir o Autobianchi A112.
Em dezembro de 1989 foi lançada a versão Selectronic, equipada com transmissão continuamente variável (Câmbio CVT).
A sua versão deu origem ao Fiat Uno.

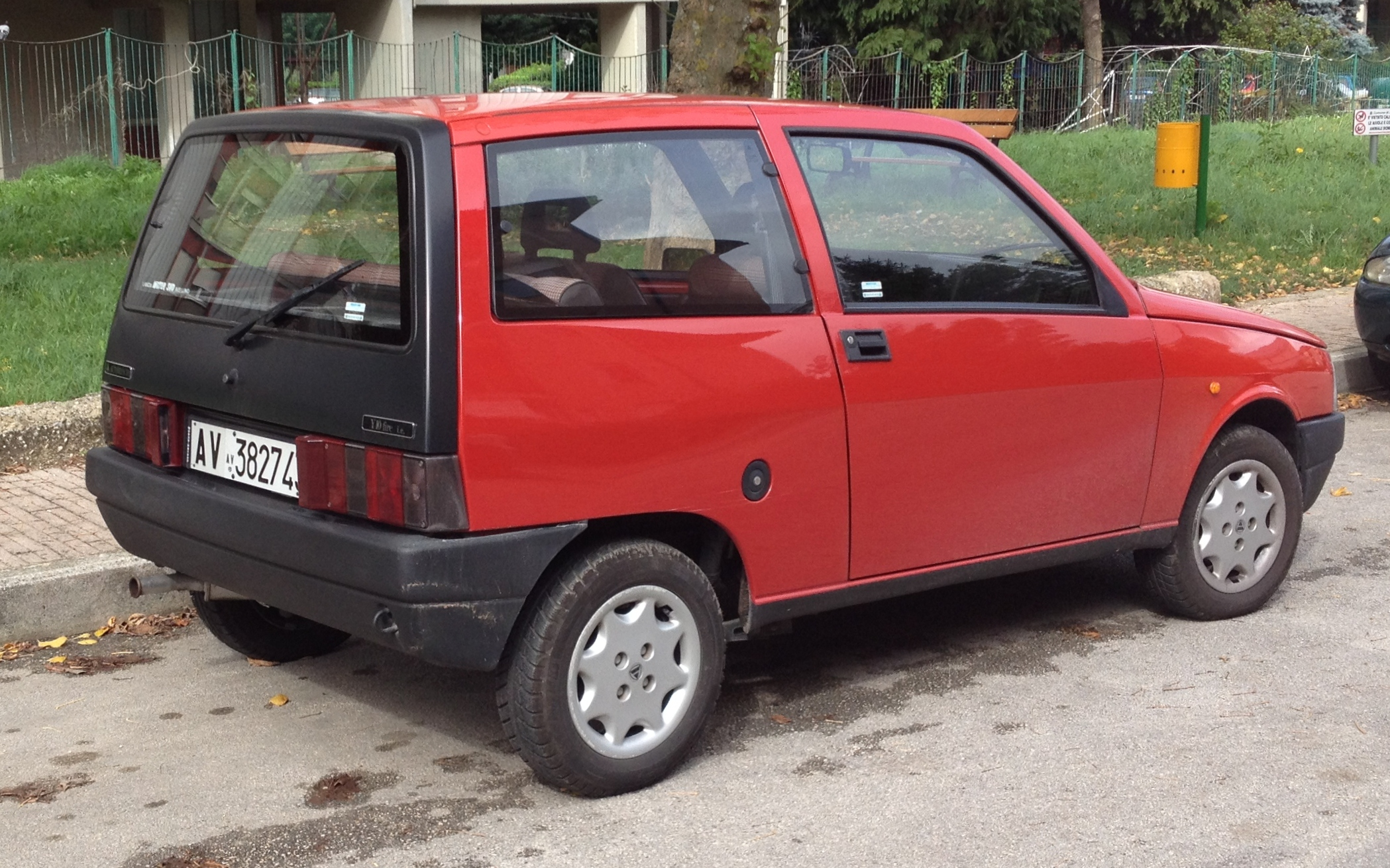
Traseira